# ويليام فلمنج
ويليام فلمنج (بالإنجليزية: William Fleming)‏ هو روائي وشاعر وسياسي أسترالي، ولد في 19 مايو 1874 في أستراليا، وتوفي في 24 يوليو 1961 في أستراليا. حزبياً، نشط في Liberal Party (Australia, 1909) ‏ وNationalist Party (Australia) ‏ والحزب الوطني الأسترالي. وقد انتخب عضو الجمعية التشريعية نيو ساوث ويلز عن دائرة Electoral district of Upper Hunter ‏ (6 أغسطس 1904 – 28 فبراير 1910) وانتخب عضو الجمعية التشريعية نيو ساوث ويلز عن دائرة Electoral district of Robertson ‏ (3 يوليو 1901 – 16 يوليو 1904) وانتخب عضو مجلس النواب الأسترالي عن دائرة Division of Robertson ‏ (31 مايو 1913 – 16 ديسمبر 1922).